# Brienzwiler
Brienzwiler är en ort och kommun i distriktet Interlaken-Oberhasli i kantonen Bern, Schweiz. Kommunen har 509 invånare (2023).